# 524
Năm 524 là một năm trong lịch Julius.